# David Goeddel
David Goeddel (San Diego, 1951) è un biologo statunitense.

## Biografia
È un pioniere dell'industria biotecnologica (Genentech), che ha utilizzato con successo l'ingegneria genetica per indurre i batteri nella creazione insulina sintetica umana, l'ormone della crescita umana (la somatostatina), e TPA umane per l'uso in medicina terapeutica. 
Reclutato da Bob Swanson nel 1978, fu il primo scienziato non universitario, ad essere assunto presso la Genentech, un'azienda biotecnologica. Goeddel è diventato leggendario nella biotecnologia e nei campi della biologia molecolare per la clonazione di prodotti utili per la salute dell'uomo, spesso battendo i laboratori più grandi e più affermati nel processo. 
Insieme a Steve McKnight e Robert Tjian, ha fondato nel 1991 "Tularik", ed è stato il loro presidente e amministratore delegato fino a quando è stata acquisita da Amgen per 1,3 miliardi di dollari nel 2004.
Goeddel ha conseguito la laurea in chimica presso la University of California, San Diego, e il dottorato di ricerca presso la University of Colorado, Boulder. È membro dell'Accademia Nazionale delleScienze, ed è un destinatario del Premio Eli Lilly in Chimica Biologica e la Medaglia Scheele dell'Accademia Svedese delle Scienze Farmaceutiche.